# Mario Ančić
Mario Ančić (n. 30 martie 1984, Split, RSF Iugoslavia) este un jucător profesionist croat de tenis.